# Ubisoft Montpellier
Ubisoft Montpellier è uno studio francese proprietà di Ubisoft fondato nel 1994 con sede a Montpellier, dedicato allo sviluppo di videogiochi. Questo studio è particolarmente noto per il franchise Rayman.

## Storia
Ubisoft Montpellier è stata fondata da Michel Ancel e Frédéric Houde, due designer francesi di videogiochi. Houde, dopo aver ottenuto un Brevet de technicien supérieur al Lycée Jean-Mermoz di Montpellier, incontrò per la prima volta Ancel (all'epoca ancora studente di scuola superiore) nel 1987 all'Informatique 2000, un negozio di tecnologia locale. Iniziarono quindi a collaborare allo sviluppo di videogiochi. Houde in seguito continuò a prestare servizio militare, mentre Ancel venne assunto dalla società di videogiochi francese Ubisoft (allora chiamata Ubi Soft) per lavorare nel suo studio con sede a Montreuil come sviluppatore. Dopo che Houde terminò il suo servizio, venne anch'egli assunto da Ubi Soft per aiutare la società nel lancio di un gioco per Sega Mega Drive. In tal modo, Houde rincontrò Ancel, che a quel tempo stava sviluppando giochi incentrati sulle gare automobilistiche. Tuttavia, Ancel desiderava lasciare l'area parigina; presentò quindi Rayman a Houde, un gioco che aveva concepito a 17 anni e per il quale aveva realizzato un prototipo sul suo Atari ST. Ancel e Houde dimisero quindi da Ubi Soft e presentarono Rayman alla compagnia, accettando di sviluppare il gioco come liberi professionisti.
Successivamente, Ancel si trasferì a Carnon nella sua zona natale di Montpellier; Ubi Soft stabilì formalmente un nuovo studio esterno a queste operazioni nel 1994 con il nome di Ubi Pictures. Ancel e Houde assunsero altre tre persone, Eric Pelatan, Alexandra Steible e Olivier Soleil, per formare un team di cinque persone. Tutti e cinque lavoravano in remoto, scambiando dati tramite bulletin board system ed erano soliti incontrarsi con Ancel almeno una volta al mese. Dopo che Rayman venne pubblicato nel 1995, iniziò lo sviluppo di un sequel, Rayman 2: The Great Escape, e il team iniziò a crescere. La Ubi Pictures operò per un breve periodo nell'appartamento della sorella di Ancel prima di trasferirsi nei suoi primi uffici veri e propri, situati in Rue de l'Ancien Courrier, nel centro di Montpellier, nel 1995. Questi nuovi alloggi potevano ospitare fino a dieci persone e fornivano allo studio il suo primo sistema di conferenza, grazie al quale era possibile comunicare frequentemente con gli altri studi di Ubi Soft. Tuttavia, la squadra crebbe rapidamente, quindi si trasferì in un altro ufficio nella vicina Rue de l'Argenterie meno di due anni dopo, nel 1997.
Rayman 2 venne terminato nel 1999, consentendo a Ubi Pictures di trasferirsi nuovamente, questa volta in una casa colonica di 400 anni (denominata "La Villa") in Avenue de Saint-Maur, anch'essa situata nel centro di Montpellier e vicino all'Opéra national de Montpellier. Una parte di La Villa venne resa uno studio di registrazione interno allestito nella soffitta dell'edificio. Nel dicembre 2000, Ubi Pictures impiegava 25 persone.
Alla fine del 2003, quando lo studio era conosciuto come Ubisoft Pictures, Ubisoft acquisì lo sviluppatore Tiwak di Montpellier e lo consolidò insieme ai suoi 17 dipendenti con Ubisoft Pictures, che fu poi ribattezzato Ubisoft Montpellier. Nel 2007 lo staff di Ubisoft Montpellier salì a 80 persone, ed era guidato da Xavier Poix come produttore e Ancel come direttore creativo. Entro luglio 2009, Ubisoft Montpellier e Tiwak impiegavano collettivamente 250 membri nel personale. Tiwak, così come altre proprietà di Ubisoft nell'area di Montpellier, furono formalmente fuse in Ubisoft Montpellier, che ha adottato legalmente il nome "Ubisoft Montpellier", nel marzo 2011. Nello stesso anno, Ubisoft Montpellier si trasferì negli uffici a Castelnau-le-Lez, una città vicino a Montpellier.
Nel luglio 2014, Ancel aprì uno studio di sviluppo indipendente, Wild Sheep Studio, rimanendo contemporaneamente direttore creativo per Ubisoft Montpellier. Nel maggio 2017, Ubisoft Montpellier ha annunciato che si stava trasferendo in nuovi uffici più grandi situati vicino alla sede precedente. I nuovi uffici furono progettati da Philippe Rubio Architectes e costruiti appositamente per Ubisoft Montpellier. A quel tempo, lo studio aveva 220 dipendenti. Dopo una fase di costruzione di due anni, il 17 settembre 2019 fu inaugurato l'edificio di 4500 m² (noto come "Le Monolithe"); Ubisoft Montpellier aveva allora 350 dipendenti e prevedeva di raggiungerne i 500 entro tre anni. Un progetto di ricerca e sviluppo noto come Uramate venne poi finanziato dal consiglio regionale dell'Occitania, che concesse allo studio 1,87 milioni di euro a settembre 2019.
Ancel abbandonò Ubisoft Montpellier, così come Wild Sheep Studio e l'industria dei videogiochi in generale, nel settembre 2020 per lavorare in un'area naturale protetta per la fauna selvatica. Questa mossa avvenne nel bel mezzo delle frequenti partenze di dipendenti di alto profilo di Ubisoft a causa di varie accuse di cattiva condotta. Ancel fu indagato sul comportamento tossico, segnalato da quindici dipendenti, dall'agosto 2020, ma ha contestato queste affermazioni come "notizie false" e denunciò il legame tra loro e la sua partenza.

## Tecnologia
Per lo sviluppo di Beyond Good & Evil (pubblicato nel 2003), Ubisoft Montpellier ha sviluppato un motore di gioco noto come Jade, dal nome del protagonista del gioco. Intorno al 2009, Ubisoft Montpellier ha sviluppato il motore LyN per il suo gioco Rabbids Go Home. In risposta alla spinta di Ubisoft Montréal nello sviluppo di giochi con grafica fotorealistica, Ubisoft Montpellier ha realizzato il motore UbiArt Framework, che lo studio ha utilizzato per Valiant Hearts: The Great War. Per i giochi di realtà virtuale, come Space Junkies, Ubisoft Montpellier ha dato vita al motore Brigitte.

## Videogiochi
| Titolo                                                    | Anno | Piattaforma                                                                        |
| --------------------------------------------------------- | ---- | ---------------------------------------------------------------------------------- |
| Rayman                                                    | 1995 | Atari Jaguar, PlayStation, Sega Saturn, MS-DOS, Game Boy Color, Game Boy Advance   |
| Rayman 2: The Great Escape                                | 1999 | Nintendo 64, Windows, Dreamcast, PlayStation, PlayStation 2, Game Boy Color        |
| Rayman M                                                  | 2001 | PlayStation, PlayStation 2, Windows, GameCube, Xbox                                |
| Beyond Good & Evil                                        | 2003 | PlayStation 2, Windows, Xbox, GameCube                                             |
| Tork: Prehistoric Punk                                    | 2005 | Xbox                                                                               |
| Peter Jackson's King Kong: The Official Game of the Movie | 2005 | PlayStation 2, Xbox, GameCube, Windows, Xbox 360, PSP                              |
| Rayman Raving Rabbids                                     | 2006 | Game Boy Advance, Wii, PlayStation 2, Windows, Nintendo DS, Xbox 360               |
| Rabbids Go Home                                           | 2009 | Wii, Nintendo DS, Windows                                                          |
| From Dust                                                 | 2011 | Windows, Xbox Live Arcade, PlayStation Network, Google Chrome                      |
| Le avventure di Tintin - Il segreto dell'Unicorno         | 2011 | Windows, iOS, Android, Nintendo 3DS, PlayStation 3, PSP, Wii, Xbox 360             |
| Rayman Origins                                            | 2011 | PlayStation 3, Xbox 360, Wii, PlayStation Vita, Windows, Nintendo 3DS              |
| ZombiU                                                    | 2012 | Wii U                                                                              |
| Rayman Legends                                            | 2013 | Wii U, Xbox 360, PlayStation 3, Windows, PlayStation Vita, PlayStation 4, Xbox One |
| Valiant Hearts: The Great War                             | 2014 | PlayStation 3, PlayStation 4, Windows, Xbox 360, Xbox One, iOS                     |
| Assassin's Creed: Unity                                   | 2014 | PlayStation 4, Windows, Xbox One                                                   |
| Rayman Adventures                                         | 2015 | iOS, Android                                                                       |
| Rayman Mini                                               | 2019 | iOS                                                                                |
| Prince of Persia: The Lost Crown                          | 2024 | PlayStation 4, PlayStation 5, Windows, Xbox One, Xbox Series X/S, Nintendo Switch  |